# 小口貴久
小口 貴久（おぐち たかひさ、1979年1月11日 - ）は、長野県長野市出身の元リュージュ選手。冬季オリンピック3大会連続出場。妻はスケルトン選手の小口貴子。

## 来歴
小学5年生の時にリュージュを始める。長野市立東部中学校、長野県長野高等学校を経て、信州大学教育学部を卒業後、信州大学大学院教育学研究科修了。ホテル・ルーエに所属。信州大学在学時に全日本リュージュ選手権大会男子2人乗りで1998年から2001年まで4連覇を達成、同大会では2004年から2009年までも1人乗りおよび2人乗りで6連覇（2008年には1人乗り、2人乗り両種目を制覇）と国内では圧倒的な強さを見せた。日本代表としてリュージュ世界選手権に参戦、2002年ソルトレークシティオリンピック、2006年トリノオリンピック、2010年バンクーバーオリンピックと冬季オリンピックに3大会連続出場。バンクーバー終了後に現役を引退。2015年より公益財団法人日本オリンピック委員会ナショナルトレーニングセンターに勤務。

## 主な成績
- 1998年 全日本リュージュ選手権大会男子2人乗り優勝
- 1999年 全日本リュージュ選手権大会男子2人乗り優勝
- 2000年 全日本リュージュ選手権大会男子2人乗り優勝
- 2001年 全日本リュージュ選手権大会男子2人乗り優勝
- 2002年 ソルトレークシティオリンピック2人乗り1回戦途中棄権
- 2004年 全日本リュージュ選手権大会男子1人乗り優勝
- 2005年 全日本リュージュ選手権大会男子1人乗り優勝
- 2006年 全日本リュージュ選手権大会男子2人乗り優勝
- 2006年 トリノオリンピック1人乗り20位
- 2007年 全日本リュージュ選手権大会男子2人乗り優勝
- 2008年 リュージュ世界選手権男子2人乗り23位
- 2008年 全日本リュージュ選手権大会男子1人乗り優勝
- 2008年 全日本リュージュ選手権大会男子2人乗り優勝
- 2009年 全日本リュージュ選手権大会男子1人乗り優勝
- 2010年 バンクーバーオリンピック1人乗り30位